# Richard Hentsch
Heinrich Friedrich Richard Hentsch (Colônia, 18 de dezembro de 1869 – Bucareste, 13 de fevereiro de 1918) foi um oficial saxão que serviu durante a Primeira Guerra Mundial como um tenente-coronel e coronel do exército do Império Alemão.

## Carreira militar
Após completar seus estudos em Berlim, Hentsch inicia sua carreira como cadete no 4º Regimento de Infantaria da Saxônia "Grão-Duque Friedrich II de Baden" (103º regimento alemão) localizado em Bautzen, onde é promovido a segundo-tenente em 22 de janeiro de 1890 e a tenente em 21 de abril de 1897. Depois de um período na Academia Militar da Prússia, foi designado em 1899 para o Estado-Maior General da Alemanha (Großer Generalstab) e em equipes saxônicas, tornando-se capitão em 1901.
Em 23 de abril de 1904, Hentsch foi nomeado para o comando de uma das companhias do 103º Regimento de Infantaria (seu antigo regimento) até 19 de março de 1906, quando ele voltou ao Estado-Maior General da Alemanha. A partir de 1912, Hentsch serve como Major no XIX Corpo Armado da II. Königlich Sächsisches em Leipzig. Em 01 de abril de 1914, ele retorna ao Estado-Maior da Alemanha, onde é promovido a tenente-coronel em 20 de abril de 1914.

## Primeira guerra mundial
Assumiu o cargo de chefe do Serviço de Inteligência Externa do Exército do Império Alemão na eclosão da Primeira Guerra Mundial. Como tal, foi um dos conselheiros mais próximos do Chefe do Estado-Maior General Alemão Helmuth Johannes Ludwig von Moltke. Moltke enviou Hentsch para visitar os comandantes do exército alemão na Primeira Batalha do Marne.
A missão de Hentsch resultou em uma visão pessimista do conflito e contribuiu para a retirada do 1º e 2º exércitos alemães, com encerramento dessa importante batalha nos primeiros meses de guerra. Hentsch tinha grande reputação, porém era conhecido por seu pessimismo e encontrou Karl von Bülow, que tinha tendência similar. Ambos concordaram que o 2º Exército Alemão deveria bater em retirada, pois a Força Expedicionária Britânica havia cruzado o Rio Marne. Em consequência, Alexander von Kluck recuou o 1º Exército Alemão, que fazia pequenos avanços. Mais alguns dias de conflito, e provavelmente os alemães teriam chegado a uma surpreendente distância de Paris, com consequências significativas para a guerra. Resumidamente, a retirada alemã da batalha do Marne se deve, em grande parte, à falta de percepção e comunicação dos seus líderes. Alguns autores acreditam que Henscht foi utilizado como bode expiatório para a encerramento da batalha de Marne e aliviar o Comando Supremo de críticas aos planos operacionais. Moltke talvez fosse o mais pessimista de todos, um chefe com dúvidas de suas habilidades, que tomou decisões erradas antes e durante a campanha.
De julho a setembro de 1915, Hentsch foi deslocado ao Estado-Maior do exército austro-húngaro. Em 17 de janeiro de 1916, foi promovido a coronel.
Em 01 de março de 1917, Hentsch se tornou Chefe do Estado-Maior Geral da administração militar da Romênia ocupada. Em função dos seus serviços prestados, Hentsch recebeu a condecoração Pour le Mérite em 23 de Setembro de 1917.
Hentsch morreu em 13 de fevereiro de 1918 em Bucareste em decorrência de uma cirurgia de vesícula biliar.